# Ragnar Graeffe
Ragnar « Raimo » Graeffe (né le 16 septembre 1929 à Hanko et mort le 28 août 2005 à Lohja) est un athlète finlandais spécialiste du 400 m haies. Il participe aux Jeux de Helsinki de 1952, et deux ans plus tard à Berne, il est médaillé de bronze aux championnats d'Europe avec le relais 4 x 400 mètres finlandais.

## Biographie

### Palmarès
| Date | Compétition           | Lieu  | Résultat | Épreuve   | Performance  |
| ---- | --------------------- | ----- | -------- | --------- | ------------ |
| 1954 | Championnats d'Europe | Berne | 3e       | 4 x 400 m | 3 min 11 s 5 |

### Records
| Épreuve     | Performance | Lieu | Date |
| ----------- | ----------- | ---- | ---- |
| 400 m       | 48 s 5      |      | 1954 |
| 400 m haies | 54 s 6      |      | 1952 |